# نيلس ليندبرغ
نيلس ليندبرغ (بالسويدية: Nils Lindberg)‏ هو ملحن وعازف بيانو سويدي، ولد في 11 يونيو 1933 في أوبسالا في السويد.

## وصلات خارجية
- نيلس ليندبرغ على موقع IMDb (الإنجليزية)
- نيلس ليندبرغ على موقع ميوزك برينز (الإنجليزية)
- نيلس ليندبرغ على موقع أول ميوزيك (الإنجليزية)
- نيلس ليندبرغ على موقع ديسكوغز (الإنجليزية)